# Wang Yifu
Wang Yifu (Liaoning, 4 de dezembro de 1960) é um atirador olímpico chinês, bicampeão olímpico.

## Carreira
Wang representou a China nas Olimpíadas, de 1984, 1988, 1992, 1996, 2000 e 2004, conquistou a medalha de ouro em 1992 e 2004, na pistola 50 metros e rifle 20m.